# 常州芝麻糖
常州芝麻糖，是中华人民共和国江苏省常州市的一种土特产芝麻糖。

## 沿革
相传在唐朝时期常州就有生产，当时以饴糖、芝麻等做成麻团夹心糖，称为麻团糖。宋朝时期，康王赵构南渡滞留江南时，常州百姓将麻团糖由圆球形改为火铳圆柱形，奉献给康王，以激励其抗金复国的勇气；当时也改称芝麻糖。常州芝麻糖粗细均匀，色泽白亮，口感香甜松脆。2009年9月，常州芝麻糖制作技艺成功入选第二批江苏省非物质文化遗产名录。